# Scoposeni (Horlești), Iași
Scoposeni este un sat în comuna Horlești din județul Iași, Moldova, România.